# Corb cu burtă albă
Corbul cu burtă albă (Corvus albus) este o specie de pasăre africană larg răspândită din genul corbilor din familia Corvidae.

## Taxonomie
A fost descris pentru prima dată în 1776 de Statius Muller. Numele său specific este adjectivul latin albus, care înseamnă „alb”.
Poporul Maasai îi spune ol-korrok de la strigătul său. Este considerată enervantă, dar nu o pasăre de rău augur.

## Descriere
Este de mărimea ciorii negre europene sau puțin mai mare (46-50 cm lungime), dar are un cioc proporțional mai mare, coada și aripile puțin mai lungi și picioarele mai lungi. După cum sugerează și numele său, capul și gâtul negru lucios sunt întrerupte de o zonă mare de pene albe, de la umeri până la partea inferioară a pieptului. Coada, ciocul și aripile sunt, de asemenea, negre. Ochii sunt maro închis. Penajul alb al păsărilor imature este adesea amestecat cu negru. Seamănă cu corbii cu gât alb și cu cei cu cioc gros, dar are un cioc mult mai mic.

## Distribuție și habitat
Această specie, cel mai răspândit membru african al genului Corvus, este prezentă în Africa subsahariană în special în Nigeria, Ghana, Senegal, Sudan, Somalia, Eritreea, Zambia, Botswana, Mozambic și Zimbabwe, Africa de Sud și pe insula mare Madagascar, Insulele Comore, Aldabra, Insula Assumption, Cosmoledo, Insula Astove, Zanzibar, Pemba și Fernando Po. Locuiește în principal în câmp deschis, cu sate și orașe în apropiere. Nu se întâlnește în regiunea pădurilor tropicale ecuatoriale. Rareori este văzută foarte departe de locuințele umane, deși nu este atât de legată de modul de viață urban precum cioara indiană cu gât sur (Corvus splendens) din Asia, și poate fi întâlnită departe de locuințele umane în Eritreea.

## Comportament
Se întâlnesc în general în perechi sau în grupuri mici, deși o sursă abundentă de hrană poate reuni un număr mare de păsări. Specia se comportă în mod similar cu cioara grivă și cu cioară neagră.

## Galerie

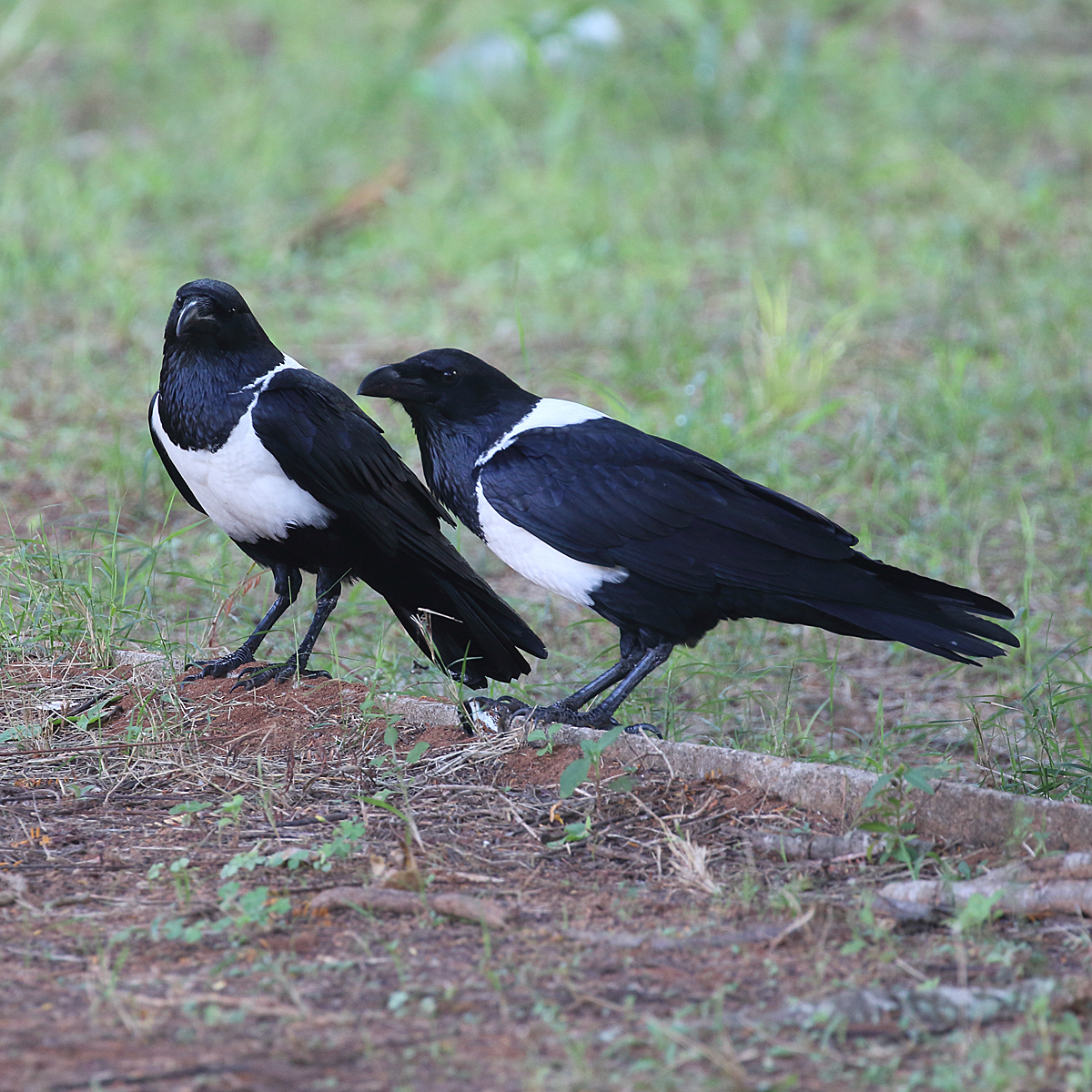
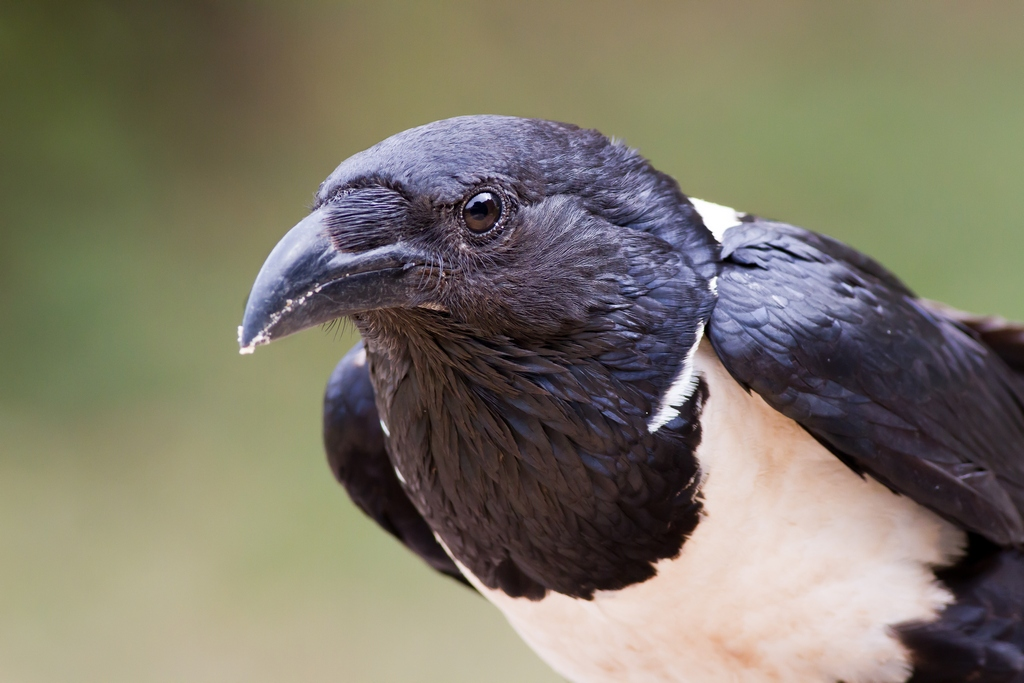
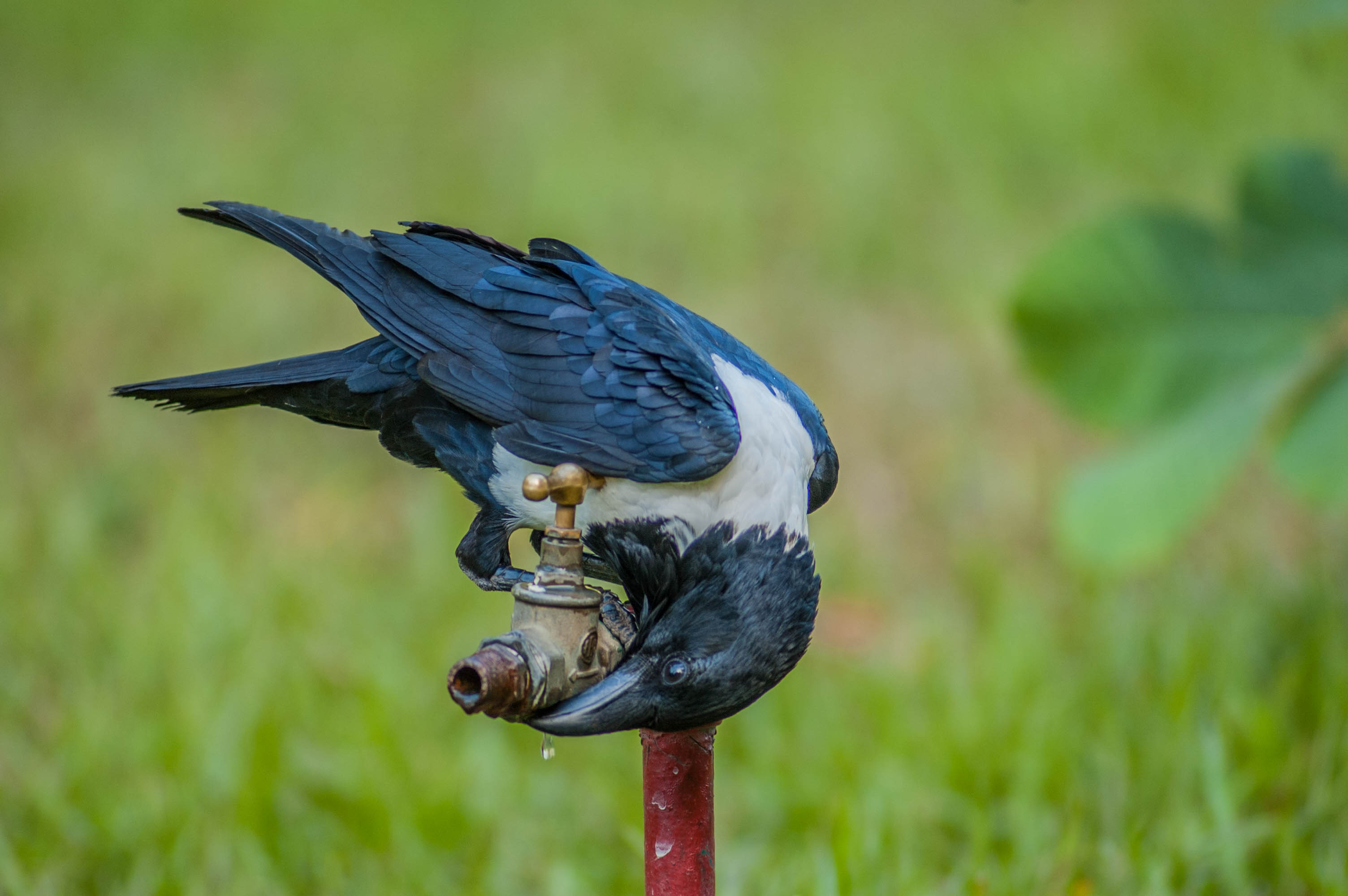
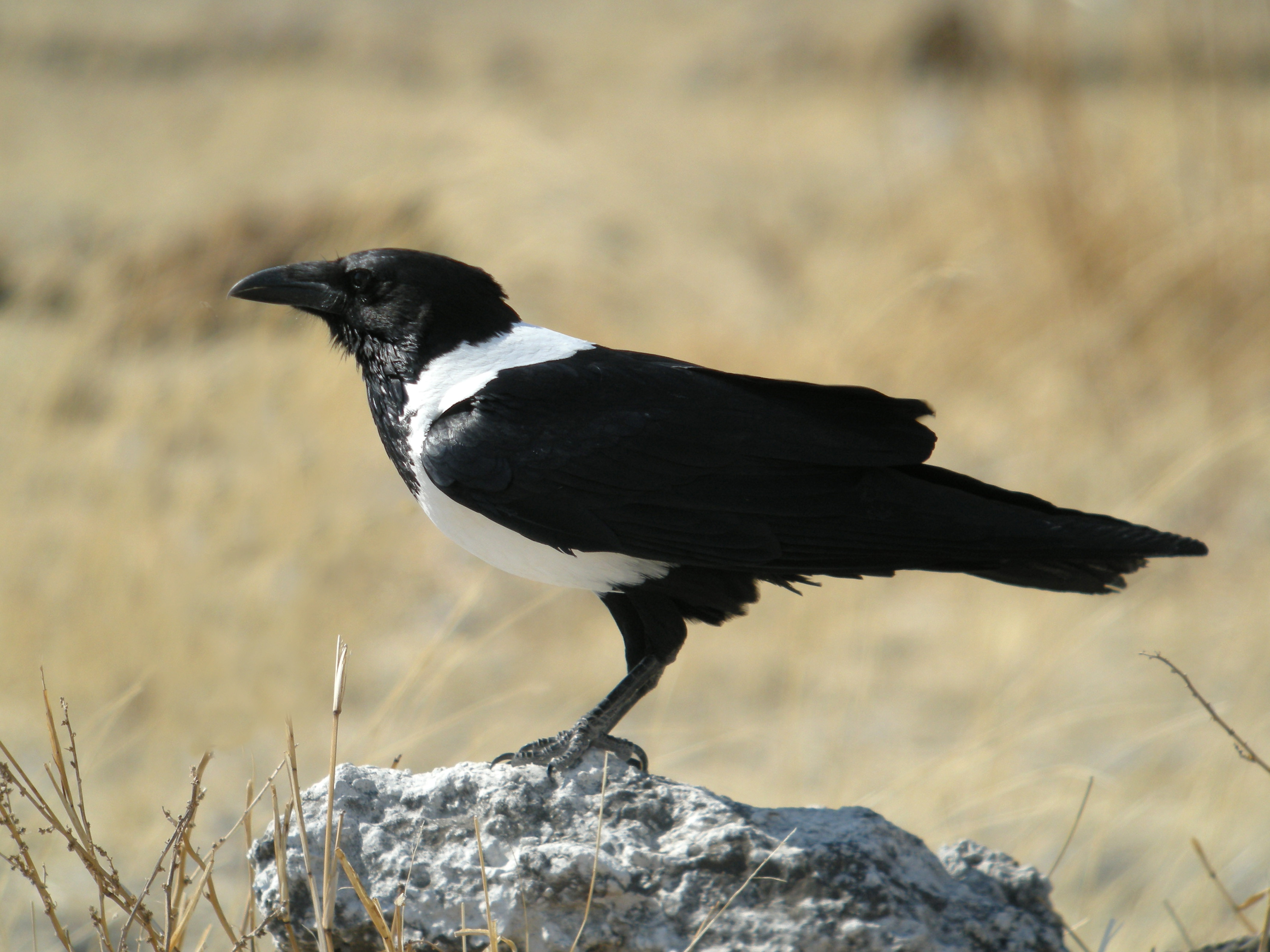